# Към морето
Към морето, където любовта плете своите мрежи (на испански: A.mar, donde el amor teje sus redes) е мексиканска теленовела, режисирана от Алехандро Гамбоа и Исаяс Гомес и продуцирана от Игнасио Сада Мадеро за ТелевисаУнивисион през 2025 г. Версията, разработена от Хуан Карлос Алкала, е базирана на чилийската теленовела Обичай дълбоко от 2021 г., създадена от Джонатан Кучакович.
В главните роли са Ева Седеньо, Давид Сепеда, Педро Морено и София Олеа, а в отрицателните – Лаура Кармине, Виктор Гонсалес, Габи Меядо, Фабиола Андере, Диего де Ерисе и Оливия Колинс.

## Сюжет
Естрея е овластена самотна майка, която се завръща в залива, за да поеме ръководството на бизнеса с риболов, разработен от починалия ѝ баща Улисес, и да уреди неизплатен дълг със своя бизнес съперник Фабиан.
С помощта на майка си Мерседес и сестрите си Перла и Бриса поема юздите на бизнеса и отговорността за дълговете от милиони долари, оставени от Улисес в сектор, където преобладава мачизмът, и по този начин ще избегнат загубата на активите си.

## Актьори
- Ева Седеньо – Естрея Контрерас
- Давид Сепеда – Фабиан Браво
- Лаура Кармине – Ерика
- Виктор Гонсалес – Серхио
- Ана Мартин – Мерседес
- Серхио Рейносо – Гонсало
- Педро Морено – Габриел Аренас
- София Олеа – Марина
- Диана Аро – Перла Контрерас
- Габи Меядо – Бриса Контрерас
- Рамсес Алеман – Валентин
- Лало Паласиос – Паскуал
- Андрес Васкес – Оливер
- Карла Гайтан – Ясмин
- Клаудия Тройо – Тересита
- Хосе Монтини – Немесио
- Камил Мина – Асул Контрерас
- Себастиан Гевара – Икер Аренас
- Давид Уйоа – Хавиер
- Фабиола Андере – Адриана
- Диего де Ерисе – Николас
- Габи Рамирес – Матилде
- Оливия Колинс – Росалба
- Еухения Каудуро – Хертрудис
- Хуан Карлос Барето – Улисес Контрерас
- Джонатан Кури – Хуанхо
- Мартин Брек – Порфирио
- Иранча Ереро – Беатрис
- Мартин Рохас – Тибурон
- Артуро Васкес – Виктор

## Премиера
Премиерата на Към морето е на 10 февруари 2025 г. по Las Estrellas. Последният 90 епизод е излъчен на 14 юни 2025 г.
| Година | Излъчване              | Брой епизоди | Премиера         | Премиера            | Финал       | Финал               |
| Година | Излъчване              | Брой епизоди | Дата             | Рейтинг (в милиони) | Дата        | Рейтинг (в милиони) |
| ------ | ---------------------- | ------------ | ---------------- | ------------------- | ----------- | ------------------- |
| 2025   | понеделник-петък 20:30 | 90           | 10 февруари 2025 | 5.19                | 14 юни 2025 |                     |

## Продукция
На 9 август 2024 г. Игнасио Сада Мадеро е определен за изпълнителен продуцент на адаптацията на чилийската теленовела от 2021 г. Обичай дълбоко, заменяйки Никандро Диас Гонсалес след смъртта му през март 2024 г. Няколко дни по-късно Ева Седеньо и Давид Сепеда са потвърдени за главните роли. В края на август и началото на септември Игнасио Сада Мадеро обявява актьорския състав и героите чрез своите акаунти в социалните мрежи. Записите започват на 7 октомври 2024 г.

## Версии
- Обичай дълбоко, чилийска теленовела от 2021-2022 г., създадена от Джонатан Кучакович и режисирана от Виктор Уерта и Мария Берен Аренас, с участието на Мария Грасия Омена и Николас Оярсун.